# Улица Академика Байкова
Улица Акаде́мика Байко́ва — улица в Калининском районе Санкт-Петербурга, широтная улица в историческом районе Сосновка. Проходит от Тихорецкого проспекта до улицы Вавиловых. Параллельна Северному проспекту. Улицу пересекает линия электропередачи, проходящая вдоль улицы Вавиловых.

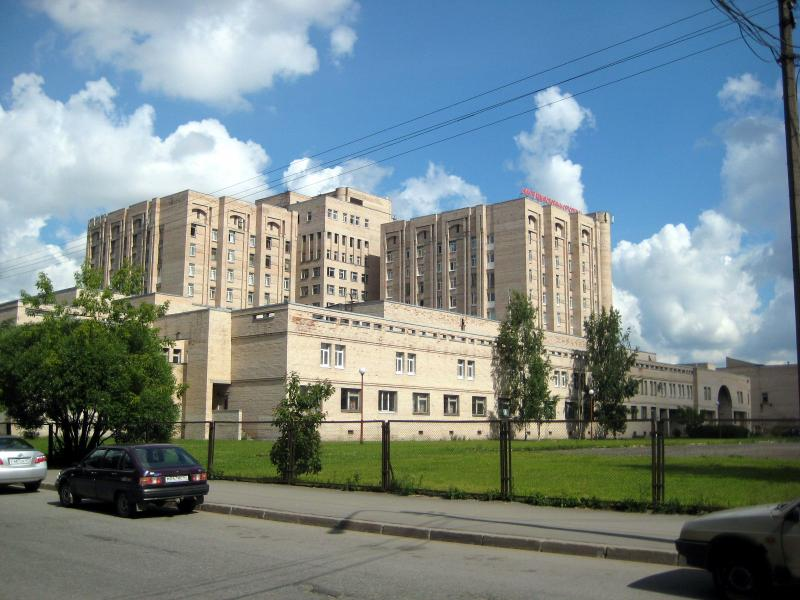
НИИ им. Вредена

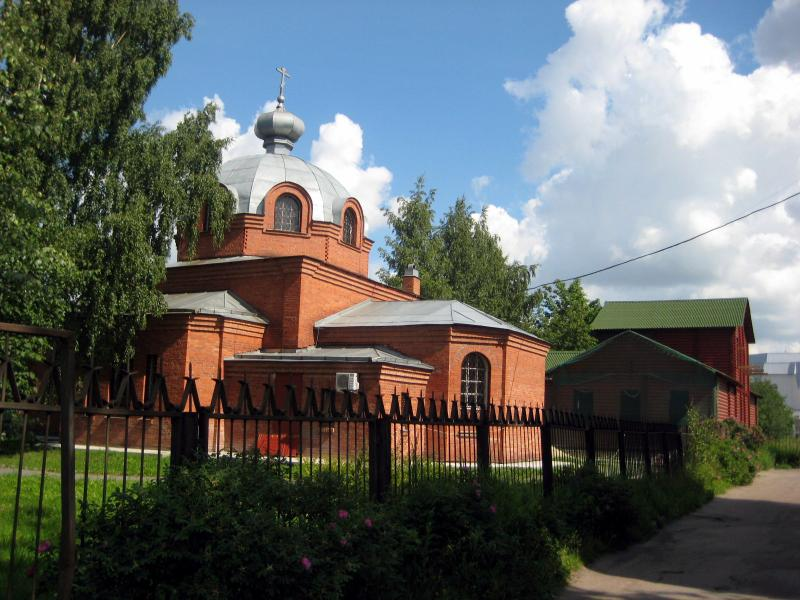
Храм Святой Елизаветы

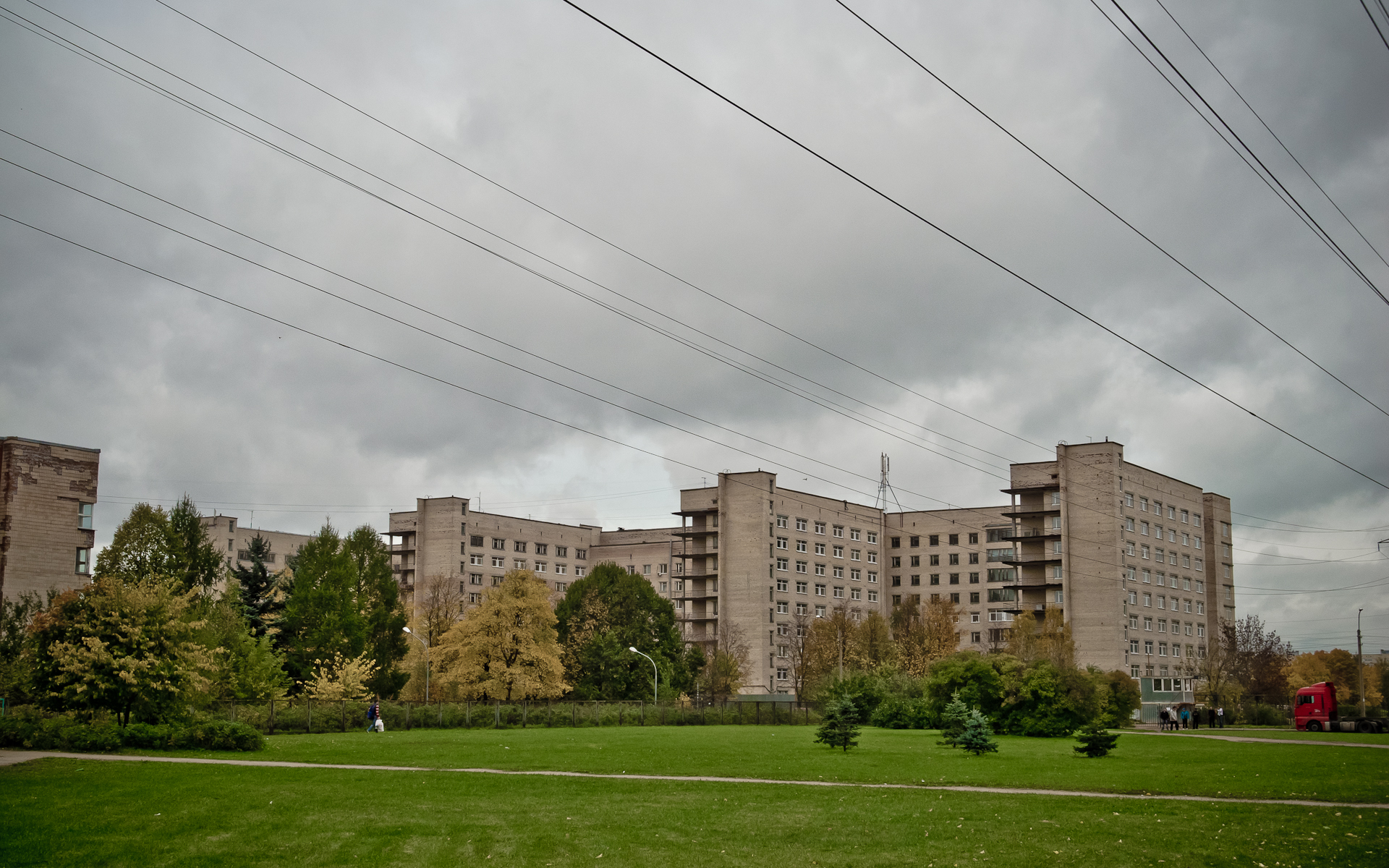
Елизаветинская больница (вид с улицы Вавиловых)

## История
Улица получила название 6 июня [975 года в память об учёном-химике, академике Александре Александровиче Байкове (1870—1946), ректоре Политехнического института в 1925—1928 годах, вице-президенте Академии наук СССР в 1942—1946 годах.

## Пересечения
С запада на восток (по увеличению нумерации домов) улицу Академика Байкова пересекают следующие улицы:
- Тихорецкий проспект — улица Академика Байкова примыкает к нему;
- Светлановский проспект — пересечение;
- улица Академика Константинова — примыкание;
- улица Вавиловых — улица Академика Байкова примыкает к ней.

## Транспорт
Ближайшая станция метро — «Академическая» (около 1,1 км по прямой от конца улицы), для начала улицы — «Политехническая» (около 2,4 км по Политехнической улице и Тихорецкому проспекту). Обе станции относятся к 1-й (Кировско-Выборгской) линии. Также на расстоянии около 2,6 км от начала улицы находится станция «Озерки» 2-й (Московско-Петроградской) линии.
По улице проходят автобусные маршруты № 78 и № 283.
У начала улицы, на Тихорецком проспекте, расположена трамвайная остановка «Улица Академика Байкова» (маршруты № 9, 55 и 61). Эту остановку обслуживают также троллейбусные маршруты № 4 и 21,  автобусный маршрут № 143. Также до улицы можно добраться на наземном общественном транспорте, следующем по Светлановскому проспекту и улице Вавиловых.

## Общественно значимые объекты
- парк Сосновка — напротив начала улицы;
- Муринский парк;
- АО «Калининское садово-парковое хозяйство» — дом 2;
- детский сад № 99 — дом 9, корпус 2;
- детский сад № 72 — дом 9, корпус 3;
- НИИ травматологии и ортопедии им. Р. Р. Вредена — дом 8;
- детский сад № 68 — Светлановский проспект, дом 46, корпус 2;
- храм Святой Елизаветы — дом 14 (14А);
- Елизаветинская больница (между Светлановским проспектом и улицей Вавиловых) — улица Вавиловых, дом 14;
- поликлиника № 112 — дом 25, корпус 1;
- детская поликлиника № 118 — дом 27;
- родильный дом № 17 (не функционирует) — улица Вавиловых, дом 12;
- Вавиловский сквер (у примыкания к улице Вавиловых).